# Кікн (син Аполлона)
Кікн (грец. Κύκνος) — син Аполлона (або Ареса) і Тірії, калідонський красень-мисливець.
Кікн відштовхував усіх друзів поганою вдачею й пихою. Коли його покинув останній друг, Кікн разом з матір'ю хотів утопитися в Канопському озері, але Аполлон обернув їх на лебедів.